# Dolichopeza (Nesopeza) geniculata
Dolichopeza (Nesopeza) geniculata is een tweevleugelige uit de familie langpootmuggen (Tipulidae). De soort komt voor in het Palearctisch en Oriëntaals gebied.